# 우르줄라 폰데어라이엔
우르줄라 게르트루트 폰데어라이엔(독일어: Ursula Gertrud von der Leyen, 혼전 성씨: 알브레히트(Albrecht), 1958년 10월 8일~)은 독일의 정치인으로 독일 기독교민주연합과 그 제휴 범유럽 정당인 유럽 국민당 소속이다. 2005년부터 2009년까지 연방가족노인여성청소년부 장관, 2009년부터 2013년까지 연방노동사회부 장관, 2013년부터 2019년까지 연방방위부 장관으로 2005년부터 2019년까지 앙겔라 메르켈 내각 밑에서 장관을 역임하였다. 정계에 입문하기 전의 직업은 의사였다.
독일 최초의 여성 및 민간 출신 국방장관이며 유럽 연합 집행위원회를 이끄는 첫 여성이다. 2019년 7월 16일 EU 의회에서 9표차로 임명동의를 얻으면서 11월 1일에 유럽 연합 집행위원장으로 취임했다.
7남매 중 한 명이며, 슬하에 7명(2남 5녀)의 자녀가 있다.

## 내각
- 제1기 불프 내각 : 니더작센주 사회, 여성, 가족, 보건부 장관 (2003년~2005년)
- 제1기 메르켈 내각: 연방 가족, 노인, 여성, 청소년부 장관 (2005년~2009년)
- 제2기 메르켈 내각 : 노동사회부 장관 (2009년~2013년)
- 제3기 메르켈 내각: 방위부 장관 (2013년~2018년)
- 제4기 메르켈 내각: 방위부 장관 (2018년~2019년)
- 폰데어라이엔: 유럽 연합 집행 위원회 위원장 (2019년~)